# Portas das Estrebarias de El-Rei
As Portas das Estrebarias de El-Rei foram uma antiga porta da cidade de Lisboa, inserida na cerca fernandina da cidade.
Localizavam-se no Rossio, para o qual deitava a fachada, entre o Palácio da Inquisição e o Palácio do Duque de Cadaval, por entre o qual subia a muralha a unir-se à da Porta do Condestável.